# Сейм Речи Посполитой
Сейм Речи Посполитой (вальный [общий] сейм; пол. sejm walny; бел. Сойм) (лат. conventio generalis) — сословно-представительный орган в Речи Посполитой во второй половине XVI — XVIII веках. Общий сейм Королевства Польского и Великого княжества Литовского был создан в результате заключения Люблинской унии между этими государствами в 1569 году. Сейм Речи Посполитой имел законодательную и частично судебную власть и состоял из двух палат: Сената Речи Посполитой и Посольской избы. Сенаторы, послы и монарх считались отдельными сеймовыми сословиями.

## Предыстория
История сейма корнями уходит к славянским вечевым традициям и связана с эволюцией сословной системы в Польше, приведшей к формированию структур сословно-представительской демократии. В 1180 году был проведён сейм в Ленчице. Вальные (общие) сеймы начали проводиться с начала XV века как результат увеличения роли привилегированного сословия — шляхты — в управлении государством. Борьба шляхты за расширение политического влияния привела к существенному ограничению королевской власти, закреплённому в целом ряде документов, важнейшими из которых были Нешавские статуты и Nihil novi.
Похожие процессы происходили и в Великом княжестве Литовском, с 1385 года объединённом с Польшей личной унией. Сейм Великого княжества Литовского сформировался позже польского. Большое значение для формирования сословно-представительных органов здесь имели привилей Казимира 1447 года, Виленский привилей 1563 года, Бельский привилей 1564 года, а также Статут 1566 года.

## Состав
В результате заключения Люблинской унии был образован единый для обеих держав вальный сейм. Сейм состоял из двух палат: Сената Речи Посполитой и Посольской избы. Состав Сената (верхней палаты) претерпел существенные изменения, в него, кроме всех членов прежнего польского Сената (2 архиепископа, 7 епископов, 15 воевод, 17 «старших» и 49 «младших» каштелянов, 5 высших должностных лиц), вошли представители от Великого княжества Литовского и Королевской Пруссии.
От Королевской Пруссии, ранее имевшей собственные парламентские институты, в Сейм вошли 2 епископа, 3 воеводы и 3 каштеляна; от территорий, инкорпорированных Королевством Польским от Великого княжества Литовского, в Сейм вошли 2 епископа (луцкий и киевский), 4 воеводы (киевский волынский, брацлавский и подляшский) и 4 каштеляна; от Великого княжества Литовского в состав Сейма вошли члены прежней Рады, но не все: 2 епископа (виленский и жемайтский), 9 воевод (виленский, трокский, смоленский, полоцкий, новогрудский, витебский, берестейский, мстиславский и минский), староста жемайский, 10 каштелянов (9 воеводств и 10-й жемайтский) и 5 высших должностных лиц (маршалок земский, канцлер, подканцлер, подскарбий земский и маршалок дворный). Таким образом, по решению Люблинского сейма 1569 года Сенат Речи Посполитой состоял из 140 сенаторов, причём Великое княжество Литовское, формально являвшееся равноправной с Королевском Польским частью общего государства, представляли только 29 сенаторов, то есть менее 20 % членов Сената.
Посольская изба формировалась исключительно из сеймовых послов (депутатов), которые избирались поветовыми сеймиками и получали от них инструкции, которых должны были придерживаться во время вального сейма. Количество депутатов от воеводств и земель Польши регулировалось обычным правом. В Великом княжестве Литовском от каждого повета избиралось по два посла, если же воеводство не делилось на поветы, то оно считалось за один повет и также посылало на сейм двоих депутатов. Не являвшееся воеводством, но имевшее статус, равный воеводскому, Жемайтское староство изначально имело тоже двух послов, но с 1764 года их число было увеличено до трёх, а 1766 года — шести депутатов. После подписания Люблинской унии в состав Посольская избы входило 170 послов, из которых Великое княжество Литовское представляли 48 депутатов (около 28 %). Впоследствии число сеймовых послов увеличивалось, в основном, путём создания новых административно-территориальных единиц.
Из горожан право участвовать в заседании Сейма имели только представители крупнейших городов: Кракова, Гданьска, Варшавы, Львова, Каменца-Подольского, Вильны, Могилёва (с 1661), а также, по неточным данным, Гродно, Витебска и Друи, — которые имели лишь совещательный голос и обычно назывались аблегатами (от лат. ablegatus — посол).

## Полномочия
В исключительную компетенцию Сейма входило издание законодательных актов, введение налогов, созыв посполитого рушения, нобилитация, вырабатывание общего курса внешней политики, утверждение мирных договоров и перемирий, контроль над деятельностью короля и государственных чиновников.
Важную роль в росте значения Сейма сыграли периоды безкоролевья после смерти Сигизмунда II Августа (1520—1572) и бегства из Речи Посполитой Генриха Валуа (1574—1575). В это время была окончательно выработана процедура избрания монарха, состоящая из трёх этапов. На первом этапе проводился конвокационный сейм (от лат. convocatio — созыв), на котором назначалась место и дата выборов короля и великого князя и обозначались условия, предъявляемые к кандидатам на престол. Конвокационный сейм созывался после смерти монарха примасом Польши — архиепископом Гнезненским, который считался первым из сенаторов и имел титул интеррекса, и не мог быть отменён. На варшавском конвокационном сейме 1573 года был введён принцип прямого избрания монарха всей шляхтой, явившейся на элекционный сейм, проводившийся в окрестностях Варшавы. Обычно в элекции принимало участие около 100 тысяч человек. После избрания монарха объявлялся коронационный сейм, на котором новый король и великий князь подтверждал условия, на которых произошло его избрание (Pacta conventa и Генриковы артикулы).
Согласно Генриковым артикулам, впервые принятым Генрихом Валуа на элекционном сейме 1573 года, монарх обязался не реже одного раза в два года созывать ординарный (очередной) сейм сроком на шесть недель. В случае особой необходимости монарх мог созывать экстраординарные (внеочередные) сеймы, отличавшиеся от ординарных тем, что сессия длилась 2 недели. Монарх сохранял право на законодательную инициативу и санкционирование сеймовых постановлений, а кроме того, мог влиять на законодательство путём модерирования (окончательного редактирования) законов перед их обнародованием.
Кроме системы так называемой свободной элекции, сформировались и другие сеймовые институты. Для замирения после внутренних конфликтов между группировками знати проводились пацификационные сеймы. Конфедерациями созывались конфедеративные сеймы, на которых не действовало право liberum veto, то есть решения принимались простым большинством голосов.

## Продолжительность и частота созывов
В середине XV века сейм Польского королевства собирался раз в год. Однако чёткого правила не было, время каждого нового созыва объявлялось королём. Если очередной сессии вального сейма королевства провести не удалось, текущие вопросы обсуждались на местных сеймиках.
Генриковы артикулы, которые подписывались каждым новым королём начиная с 1573 года, требовали от него созывать вальный сейм (который длился шесть недель) каждые два года. Также в Генриховых статьях было прописана возможность созыва чрезвычайного сейма (пол. sejm ekstraordynaryjny, nadzwyczajny), который длился две недели.